# Matthew Vaughn
 Der er for få eller ingen kildehenvisninger i denne artikel, hvilket er et problem. Du kan hjælpe ved at angive troværdige kilder til de påstande, som fremføres i artiklen.

Matthew Vaughn (født 7. marts 1971) er en engelsk filmproducer og filminstruktør, som er kendt for at have produceret filmene Lock, Stock and Two Smoking Barrels og Snatch samt instrueret filmene Layer Cake, Stardust, Kick-Ass og X-Men: First Class.
Vaughn blev uddannet på Stowe School i Buckingham i England. Under et sabbatår mellem Stowe og universitetet, rejste han verden rundt på en Hard Rock Cafe-tur og landede i Los Angeles i USA, hvor han begyndte at arbejde som assistent for en filminstruktør. Han vendte tilbage til London, hvor han gik på University College London, hvor han studerede antropologi og gammel historie. Men efter savne sit fortagne droppede han ud af universitetet efter et par uger og vendte tilbage til Los Angeles for at starte sin karriere. Han flyttede senere tilbage til England, hvor han som 25-årig producerede en lille thriller, The Innocent Sleep (1995), med Annabella Sciorra og Michael Gambon i hovedrollerne.

## Personlige liv
Vaughns kone er den tyske supermodel Claudia Schiffer, som han giftede sig med i Shimpling i Suffolk i 2002. Parret har tre børn sammen, sønnen Caspar Matthew (født 30. januar 2003) og døtrene Clementine de Vere Drummond (født 11. november 2004) og Cosima Violet (født 14. maj 2010). De har boliger i Suffolk og Notting Hill.

## Filmografi

### Som instruktør
- Layer Cake (2004)
- Stardust (2007)
- Kick-Ass (2010)
- X-Men: First Class (2011)
- Kick-Ass 2 (2013)
- Kingsman: The Secret Service (2014)
- Kingsman: The Golden Circle (2017)
- The King's Man (2020)

### Som producenr
- Lock, Stock and Two Smoking Barrels (1998)
- Snatch (2000)
- Mean Machine (2001)
- Swept Away (2002)
- Layer Cake (2004)
- Stardust (2007)
- Harry Brown (2009)
- Kick-Ass (2010)
- The Debt (2010)